# 勒布瓦德万
勒布瓦德万（法語：Le Bois-d'Oingt，法語發音：[lə bwa dwɛ̃]，意为“万村的树林”）是法国罗讷省的一个旧市镇，属于索恩河畔自由城区。2017年，圣洛朗德万与临近的2个市镇合并为新市镇瓦勒德万，勒布瓦德万是新市镇的行政中心。

## 地理
勒布瓦德万（45°55'14"N, 4°35'7"E）面积5.13 平方千米，位于法国奥弗涅-罗讷-阿尔卑斯大区罗讷省，该省份为法国中东部省份，北起顺时针与索恩-卢瓦尔省、安省、里昂大都会、伊泽尔省和卢瓦尔省接壤。
与勒布瓦德万接壤的市镇（或旧市镇、城区）包括：万村、圣洛朗德万、圣韦朗、巴尼奥勒、勒布勒伊、莱尼、穆瓦雷。

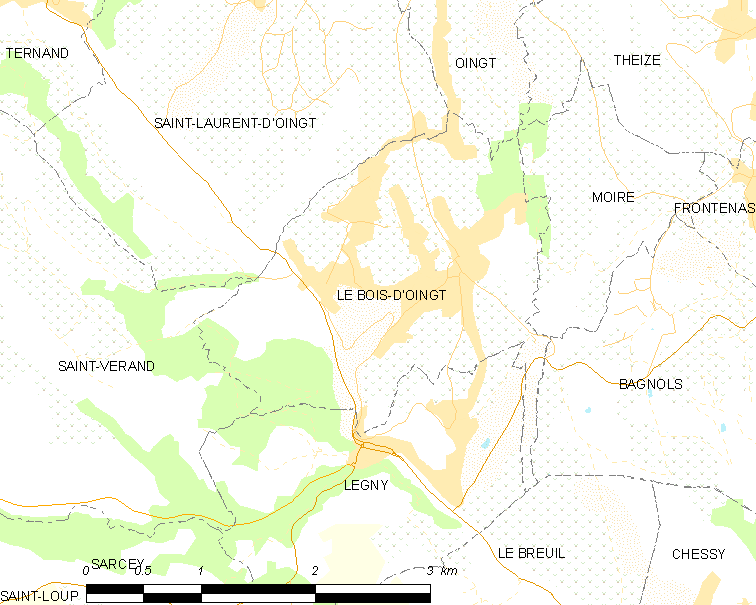
勒布瓦德万的OSM定位图

勒布瓦德万的时区为UTC+01:00、UTC+02:00（夏令时）。

## 行政
勒布瓦德万的邮政编码为69620，INSEE市镇编码为69024。

## 政治
勒布瓦德万所属的省级选区为瓦勒德万县。

## 人口

1962-2008年间勒布瓦德万人口变化图示

勒布瓦德万于2018年1月1日时的人口数量为2554人。